# Tom Lash
Tom Lash (Den Haag, 25 juni 1994) is een Nederlands columnist, schrijver en cabaretier.

## Biografie
Na als kind toneelcursussen gevolgd te hebben deed Tom Lash in 2012 mee aan cabaretfestival Cameretten. Hier haalde hij op 18-jarige leeftijd de finale. Een jaar later haalt hij ook de finale van het Groninger Studenten Cabaret Festival. Vanaf 2017 is hij met avondvullende voorstellingen te zien. In de zomer van 2019 maakte hij samen met schrijver Ronald Giphart voor Theaterfestival De Parade de voorstelling 'De Columnisten van Catan', waarin hij samen met het publiek binnen 20 minuten een column over het nieuws van die dag schreef.
Tussen 2015 en 2019 maakte Lash columns voor het NPO Radio 1 programma De Nieuws BV.
In 2021 verscheen zijn eerste boek Waarom je niet gelukkig bent (en het waarschijnlijk nooit zal worden).
In augustus 2023 begon Lash aan de presentatie van zijn eigen radioprogramma bij stadsomroep Den Haag FM. Hij presenteert doordeweeks van 12.00 tot 14.00 uur zijn programma Lunchroom Lash.
In 2024 won hij de Marc Chavannesprijs , een door NRC, De Correspondent en KRO-NCRV in het leven geroepen prijs ter nagedachtenis aan politiek journalist Marc Chavannes.

## Domeinnamen incident
In mei 2021 haalde Tom Lash het nieuws doordat bleek dat hij eigenaar de domeinnamen groepdenhaan.nl en lijstdenhaan.nl, verwijzend naar de zojuist afgesplitste 50PLUS fractievoorzitter Liane den Haan. Deze domeinnamen waren echter al enkele weken voor de Tweede Kamerverkiezingen van 2021 geregistreerd door Lash, als speculatie op dat Den Haan zich waarschijnlijk op enig moment af zou gaan splitsen. 
De domeinnamen kwamen onder de aandacht toen 50PLUS voorzitter Jan Nagel in de vroege registratie van de domeinnamen het bewijs zag dat Den Haan al voor de verkiezingen bezig was met haar afsplitsing voor te bereiden. Deze beschuldigingen werden tijdens het partijcongres geuit en er werd geëist dat Den Haan haar Tweede Kamer zetel terug zou geven aan 50PLUS. Nadat via de media duidelijk was geworden dat niet Liane den Haan maar Tom Lash de domeinnamen geregistreerd had werden de beschuldigingen ingetrokken.

## Persoonlijk
Tom Lash is woonachtig in Den Haag. Als kind was hij onder behandeling voor lymfklierkanker.

## Theater
- Uit vrije wil (2017) Regie: Yuri Disseldorp[12]
- Onder voorbehoud (2019) Regie: Yuri Disseldorp[13]
- De Columnisten van Catan (2019) voor Theaterfestival De Parade Regie: Ronald Giphart
- Deugt (2022)